# Styggmurarna
Styggmurarna är ett naturreservat i Gävle kommun i Gävleborgs län.
Området är naturskyddat sedan 2011 och är 132 hektar stort. Reservatet består av ett sammanhängande sumpskogsområde med mindre öppna våtmarker och små rikkärr där det växer tall, gran och björk, även ask och klibbal. 